# Брагинский, Лев Исаакович
Лев Исаакович Брагинский (1898 — 1973) — прокурор Днепропетровской области. 

## Биография
Родился в еврейской семье из мещан (или служащих), получил высшее образование, беспартийный. До начала 1936 являлся прокурором Днепропетровской области. 
Арестован 13 марта 1936, осуждён 29 марта 1937 выездной сессией ВКВС СССР в Днепропетровске по статьям 58-8 и 58-10 к 10 годам ИТЛ с поражением в правах на 5 лет и конфискацией имущества. Отбывал заключение в Норильлаге, работал бухгалтером. Повторно арестован 19 июля 1941, Таймырским окружным судом по той же статье (58-10, часть 2) УК РСФСР осуждён дополнительно на 5 лет ИТЛ с поражением в правах на 5 лет. Продолжал отбывать срок в Дудинском отделении этого же лагеря. Реабилитирован 8 февраля 1956 Верховным судом СССР. 
Со временем вернулся в столицу, похоронен на Новодевичьем кладбище.

### Семья
- племянник — Эмиль Вениаминович Брагинский (1921 — 1998).